# Henry Vaca
Henry Vaca Urquiza ou simplesmente Henry Vaca, (Santa Cruz de la Sierra, 27 de janeiro de 1998), é um futebolista boliviano que atua como meio-campo. Atualmente joga pelo Bolívar.

## Carreira
Henry Vaca começou sua carreira pelo Club Calleja Onde permaneceu até 2016.

## Seleção Boliviana
Em 10 de setembro de 2018, Vaca fez sua estreia pela Seleção Boliviana de Futebol, em um amistoso frente a Arábia Saudita.